# Sommarspindling
Sommarspindling (Cortinarius vernus) är en svampart som beskrevs av H. Lindstr. & Melot 1994. Sommarspindling ingår i släktet Cortinarius och familjen spindlingar.  Arten är reproducerande i Sverige. Inga underarter finns listade i Catalogue of Life.